# Sheermal
Sheermal o Shirmal (en persa: شیرمال‎), es un pan plano saborizado con azafrán tradicional de Irán, Bangladés, Pakistán, y la región de Lucknow en la India, probablemente como resultado de influencias persas. Es uno de varios preparados exquisitos de Lucknow que se conocen en la India. Además forma parte de la gastronomía awadhi.

## Preparación
Es un naan levemente dulce preparado a base de maida (harina de uso general), con levadura, cocido en un tandoor u horno. Antiguamente era preparado en forma similar al roti. El agua tibia en la receta del roti fue reemplazada por leche tibia endulzada con azúcar y saborizada con azafrán. En la actualidad, los restaurantes lo preparan como un naan y el producto final se asemeja a una factura danesa.
Se lo sirve con kebabs de Lucknow o si no se lo puede consumir solo. A veces es servido acompañado con nihari.